# Haven and Hearth
Haven and Hearth — бесплатная компьютерная игра в жанре MMORPG, разрабатываемая двумя шведскими студентами — Фредриком Тольфом и Бьорном Йоханссеном. Действие игры происходит в мире, созданном под влиянием славянских и германских мифов.

## Реализация игры
Мир Haven and Hearth полностью интерактивный и создается самими игроками. Клиент написан на языке Java, что позволяет запускать его без специальной установки из-под любой операционной системы (посредством Java Web Start). Код клиента игры, в отличие от кода сервера, доступен сообществу, в результате чего существует несколько вариантов с расширенными возможностями.
На начало мая 2014 года проект находится в стадии альфа-теста. Игра пережила уже несколько «вайпов» (на июнь 2013 года — 7.), то есть полных обнулений мира с перерисовкой карты. Разработчики не исключают возможности потребности в вайпах в будущем.
В декабре 2013 года разработчики объявили о планируемом глобальном обновлении игры, включающем полное переписывание кода и изменение графики. Новая версия игры известна как Haven and Hearth 2.0 или Hafen. В конце декабря 2014 года разработчики продемонстрировали презентационный ролик новой игры и сообщили, что для публичного запуска им потребуется ещё несколько месяцев.

## Игровые особенности
- Один международный игровой мир, насчитывающий более 120 000 зарегистрированных игроков на 9/05/2014. Размер мира увеличивается, и составляет в настоящее время более 2 млрд базовых клеток, более 200 тыс. «миникарт».
- Нет ограничений для PvP. Возможно убийство персонажа, не находящегося онлайн, если есть «следы» — доказательства совершенной им кражи или убийства.
- Погибший персонаж не может воскреснуть, но можно создать нового который унаследует часть навыков погибшего (от 25 до 75 %, в зависимости от игровых предпочтений).
- Особая система крафта (например, для создания плуга нужны доски и брёвна, которые можно получить срубив дерево топором, созданным из камня и ветки). При этом важное значение имеет качество предмета. Создать предмет низкого качества не сложно, но для высокого качества предмета требуется масса умений и доступ к высококачественным ресурсам.
- Значительная потребность во взаимодействии (совместная охрана жизни и имущества ввиду возможности воровства и убийства), большое значение торговли между разными территориями (из-за постоянной потребности в высококачественных ресурсах).

## Награды
Swedish Game Awards:
- Screenshot 09
- Nominee Java FX 09
- Concept 09